# Cynthia Woodhead
Cynthia Woodhead (Estados Unidos, 7 de febrero de 1964) es una nadadora estadounidense retirada especializada en pruebas de estilo libre, donde consiguió ser campeona olímpica en 1984 en los 200 metros.

## Carrera deportiva
En los Juegos Olímpicos de Los Ángeles 1984 ganó la medalla de plata en los 200 metros libre, con un tiempo 1:59.50 segundos, tras su compatriota Mary Wayte y por delante de la neerlandesa Annemarie Verstappen.
Y en el Campeonato Mundial de Natación de Berlín 1978 ganó cinco medallas: tres oros —200 metros libre, 4x100 metros libre y 4x100 metros estilos— y dos platas, en 400 metros y 800 metros estilo libre.